# Vilviestre del Pinar
Vilviestre del Pinar es una localidad y un municipio situados en la provincia de Burgos, comunidad autónoma de Castilla y León (España), comarca de La Demanda y Pinares, partido judicial de Salas de los Infantes, cabecera del ayuntamiento de su nombre.

## Geografía
Es un municipio y localidad del sureste de la provincia de Burgos (Castilla y León, España). Bañado por las aguas del Arlanza (al norte del municipio) y el Abejón (al sur del mismo), se encuentra a 78 Kilómetros al SE de Burgos, y abarca una extensión de 38,1 km². 
Administrativamente, es uno de los municipios de la comarca de La Demanda y Pinares, cuya capital es Salas de los Infantes, a unos 23 km al noroeste de Vilviestre del Pinar.
Geográficamente, también se incluye en la comarca natural de Pinares Burgos-Soria.
Además, el municipio de Vilviestre del Pinar forma parte de la Mancomunidad Alta Sierra de Pinares junto con los municipios de Palacios de la Sierra, Canicosa de la Sierra, Regumiel de la Sierra, Neila y Quintanar de la Sierra, sede de la Mancomunidad. Todos ellos son municipios que forman parte de las dos comarcas antes mencionadas.
El casco del pueblo se divide en dos barrios: San Martín, al norte, en la zona baja, donde se encuentra la iglesia, el ayuntamiento y el antiguo frontón; y San Roque, al sur, donde se encuentran las escuelas, el parque conocido como El Campo y el frontón nuevo.

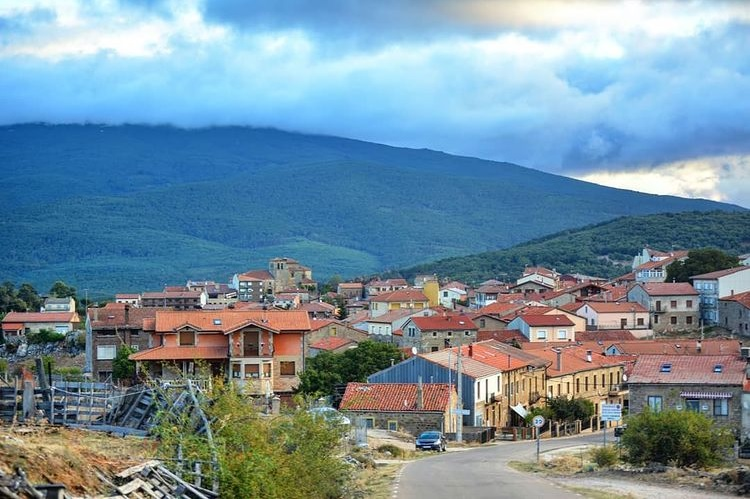
Entrada sur de Vilviestre del Pinar

El monte Carmona (1448 m s. n. m.), en el corazón del territorio vilviestrino, es el punto más elevado del municipio. 
El territorio municipal está densamente poblado por formaciones boscosas de pino silvestre, aunque también hay una elevada presencia de otras especies arbóreas, como el quejigo o la carrasca (al oeste del municipio se eleva un monte conocido como El Carrascal), el roble o el pino negral.  
| Noroeste: Palacios de la Sierra / Haedillo y Mencilla | Norte: Monte Campiña (2049 m s. n. m.) | Noreste: Quintanar de la Sierra / Picos de Urbión |
| Oeste: Palacios de la Sierra                          |                                        | Este: Canicosa de la Sierra                       |
| Suroeste Hontoria del Pinar                           | Sur: San Leonardo de Yagüe             | Sureste: Soria (provincia)                        |

La mayor parte del término se dedica a monte alto de pino silvestre o pino albar y pino negral, para producción de madera y muy secundariamente a pastos. Los montes de Utilidad Pública son el n.º 289 Matarrucha de 874,228 hectáreas, al norte, y el n.º 290 El Monte con 1815,55 hectáreas, situado al sur del núcleo urbano. Además, en copropiedad con Quintanar el n.º 252 La Manga ; con Palacios y San Leonardo el n.º 246 Guerreado y Abejón, con 87,50 hectáreas y 288,00 hectáreas en copropiedad con Palacios. 
La superficie forestal alcanza un total de 3120,93 hectáreas, lo que supone el 81,83% de la extensión superficial.

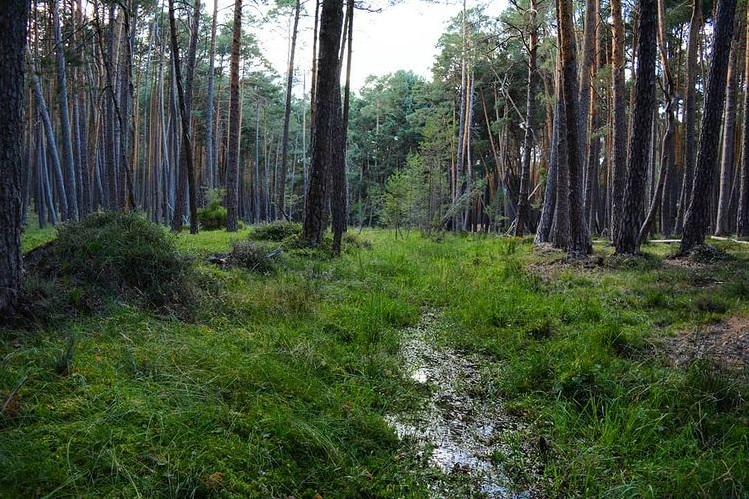
Monte de Vilviestre

### Vías pecuarias
Las coladas de Matarrucha, Renabute, San Pedro y Fuentecillas, la Solana, Palacios, San Roque del Monte, la Víbora, Mamelgo, Canicosa y Quintanar.

### Medio ambiente
Municipio incluido en el espacio natural de la sierra de la Demanda.

### Comunicaciones
Situado en la carretera provincial BU-V-8229 que comunica la autonómica CL-117 con San Leonardo de Yagüe (N-234).

### Fauna
Mamíferos - conejo, liebre, ardilla, corzo, ciervo, zorro, garduña, tejón,  gato montés, lobo, musaraña, ratón de campo, murciélago, jabalí...
Aves - buitre leonado, águila calzada, milano real,  azor,  gavilán, alimoche,  cárabo , piquituerto, gorrión, cuervo, abubilla, oropéndola...
Reptiles - lagartija roquera, lagartija ibérica, lagarto verde, lagarto ocelado, víboras, culebras...
Anfibios - ranita de San Antonio,  rana verde ibérica, sapo común, sapo corredor,  sapo partero europeo, tritón jaspeado, tritón palmeado...
Insectos - saltamontes, langosta, mantis religiosa, ditisco o escarabajo buceador, zapatero, nadador de espalda o barquero, ciervo volante, girino, mosca doméstica, mosquito, mosca de las caballerías...
Otros - cangrejo de río

### Clima
El clima de Vilviestre del Pinar es continental de montaña. Los inviernos son fríos, lluvioso-nivosos y prolongados. No son raras nevadas de 10-30 cm, así como días en los que no se alcanzan los 0 °C.
Los veranos son relativamente cortos y suaves, gracias a las masas montañosas periféricas (Campiña o Carmona). Las temperaturas raramente sobrepasan los 30 °C, y bajan con cierta facilidad de los 10 °C por las noches (incluso no son demasiado raras las heladas estivales).
Registra unos 800 mm al año de precipitación y un número medio de 24 días de tormentas por año.

## Demografía
Vilviestre del Pinar cuenta con una población de 504 habitantes (INE 2024).
| Gráfica de evolución demográfica de Vilviestre del Pinar entre 1842 y 2021                                            |
| |
| Población de derecho según los censos de población del INE. Población de hecho según los censos de población del INE. |

Evolución demográfica del municipio de Vilviestre del Pinar:
| Año        | 1842 | 1877 | 1887 | 1897 | 1900 | 1910 | 1920 | 1930 | 1940 | 1950 | 1960 | 1970 | 1981 | 1991 | 2001 | 2011 | 2015 | 2017 | 2020 |
| Habitantes | 321  | 683  | 739  | 686  | 663  | 742  | 797  | 841  | 1011 | 1123 | 1273 | 1041 | 1015 | 827  | 762  | 650  | 616  | 572  | 516  |

## Historia
Vilviestre del Pinar, situado entre los 1060 y 1450m., forma parte de una comarca de gran riqueza natural que se extiende por las estribaciones de las sierras de Urbión, Neila y Demanda.
Esta condición junto a la lejanía de los centros de poder ha sido determinante en su devenir histórico. Con su territorio cubierto de bosques maduros de pino y roble, poco útil para la agricultura, la actividad económica se basó en la ganadería, desarrollándose muy temprano una industria carreteril, aprovechando la abundancia de madera.

### Prehistoria
Desde el siglo V a. C., nuestro territorio, dentro de la Cultura Celtibérica, pertenece a los Pelendones. Confinados en las cabeceras del Duero y Arlanza, rodeados de los también celtiberos Arévacos, Túrmogos y Berones que ocuparían las tierras más bajas y fértiles del valle del Duero, Arlanzón y bajo Najerilla. El pueblo de los pelendones, es el mismo al que pertenecía también Numancia, y que opondría feroz resistencia a la conquista romana.
En el término de Vilviestre del Pinar hay dos magníficos emplazamientos, posibles restos de poblados de esta época, pendientes de estudio arqueológico.

### Edad Media
Tras la invasión musulmana, las poblaciones de zonas llanas huyeron o fueron obligadas a instalarse en las montañas cantábricas por el rey asturiano Alfonso I. En nuestra comarca nunca llegaron los musulmanes o al menos nunca se establecieron dado el carácter montañoso y escasa riqueza agrícola. Los habitantes de nuestra comarca debieron continuar con su forma de vida habitual, protegidos por sus montes de las indeseables razzias musulmanas y cristianas del norte. Vivieron en pequeños poblados muy cercanos unos de otros, de los que nos han quedado sus necrópolis por estar talladas en la roca. Abundantes en toda la comarca, en Vilviestre del Pinar se encuentran restos debajo de la actual iglesia y en el Rincón, al lado del río Arlanza.
A comienzos del s. X, llegarían los primeros repobladores cristianos del norte que se unirían con la población indígena pasando a formar parte del nuevo Condado creado en torno a Lara, dependiente del Reino de León, presidido por Gonzalo Fernández, cabeza de los repobladores y su esposa Muniadona de posible origen autóctono.
El espectacular avance cristiano de finales del siglo X se ve frenado y amenazado por los musulmanes que recuperan con Almanzor a partir de 975 Osma, Gormaz y Clunia, afianzándose en sus fortalezas y convirtiendo a nuestra zona en sangrienta frontera. 
Es en esta época donde se sitúa la acción del poema de los siete infantes de Lara, en la que el Sr. de Vilviestre, Ruy Velázquez, reputado guerrero de la corte de García Fernández, confundido por las falsas acusaciones de su reciente esposa Lambra de Bureba hacia sus sobrinos, los Infantes de Lara, los traiciona y deja sucumbir ante los agarenos. El hermanastro de los Infantes, Mudarra González, según el poema, se tomará cumplida venganza matando a Ruy Velázquez, quemando viva a Dña. Lambra y quemando la villa de Vilviestre. Es citado por D. Ramón Menéndez Pidal en su obra: La leyenda de los infantes de Lara.
Muerto Almanzor en 1002, vuelve la comarca a la tranquilidad. A lo largo del siguiente siglo sus gentes pasarán a repoblar Ávila y su tierra, así como el amplio territorio que ahora se les abría al sur. Las menciones documentales más antiguas existentes de Vilviestre son de 1052 y 1092 correspondientes a donaciones al monasterio de Arlanza por parte de familias nobles. En 1187 ya existe constancia de la iglesia de S. Juan de Vilviestre en bula de Urbano III.
En 1371, es señora de Vilviestre, Dña. Mayor de Castañeda, viuda de Fernán Sánchez de Velasco II. Fundará mayorazgo a favor de su hijo Pedro de Velasco, muerto en el asedio de Lisboa, con sus territorios de la Casa de Salas y los de las Merindades de su marido, que serán el germen del poderoso Ducado de Frías, con el que el concejo de Vilviestre mantendrá pleitos hasta la extinción de los señoríos en 1820.

### Edad Moderna
En el reinado de los Reyes Católicos se crea la Real Cabaña de Carreteros, que tan importante habría de ser para Vilviestre en los siglos siguientes. Llegó a ocupar a la práctica totalidad de la población. Entre otros privilegios, motivados por su estratégica contribución en los portes de guerra y víveres, tuvo el de que no se hicieran levas de soldados en su territorio durante el siglo XVI hasta su decadencia final en la década de 1840.
Con más de 300 carretas en los siglos XV y XVI, llegaría Vilviestre a contar con 392 carretas a mediados del siglo XVIII, estando presentes los carreteros de Vilviestre en cuantas guerras hubo en la península, teniendo especial protagonismo en las guerras de Cataluña y Portugal de 1633,1644 y 1677, y en la Sucesión de principios del siglo XVIII en las que se documentan importantes bajas.
Para los más de 1200 bueyes necesarios para la carretería, tenían los carreteros de Vilviestre, junto a los de las villas vecinas derecho de posesión de grandes dehesas en las riberas del Duero y Esla, sufriendo importantes mermas de ganado en las dehesas zamoranas pertenecientes al obispado de Astorga, en las guerras con Portugal de 1644, de las que se pudo recuperar.
Hasta finales del siglo XVIII, prácticamente todo el término municipal era de propiedad comunal, administrado de forma democrática y ejemplar a través del concejo, por ordenanzas o regimientos muy conservacionistas que contribuyeron a lograr el magnífico bosque que se disfruta en la actualidad.
Asimismo el concejo distribuía entre los carreteros locales, los portes de la madera extraída del monte, para la fábrica de los más importantes edificios de la época en Castilla, vigas y pez para los Reales Bajeles, así como las cuotas de sal y otros productos estancados que como miembros de La Cabaña Real de Carreteros les correspondía.
En esta época de vitalidad económica, se levantaron sólidos edificios de sillería y se restauró y reedificó la iglesia. Sucesos trágicos como el incendio de 1729, que devastó el pueblo, enseguida se superaron con el logro de un mejor trato fiscal y con la pujanza de la carretería.
En 1792, Carlos IV, confirmando la tradición concede el privilegio de los pinos que tan útil sería para Vilviestre en el desastroso siglo XIX-XX.

### Edad Contemporánea
Durante la invasión napoleónica, Vilviestre del Pinar y su monte, sirvieron de refugio principal a la Junta Provincial de Defensa de Burgos, a la que además se le prestaron los ahorros del Concejo, que a pesar de contar con sus recibos, nunca se devolvieron. Desde su imprenta se editaban proclamas y bandos. También el guerrillero Cura Merino tenía un campamento, todavía recordado, en Carmona y depósito de prisioneros en Vilviestre.
Muchos vecinos se alistaron como guerrilleros en la partida del Cura o en las compañías del marqués de Barriolucio.
Los carreteros sufrirían el principal golpe, del que ya no se recuperarían. A la obligación de transportar prácticamente gratis para uno u otro ejército, se sumaron las requisas de ganado por parte de todos los contendientes. Incluso pueblos, como Alaejos, en Valladolid, requisaron los bueyes de carreteros de Vilviestre que pastaban en dehesas próximas para entregárselos al ejército francés, sin compensación alguna.
La victoria sobre los franceses no trajo la paz deseada. En 1823 se organizaron en Vilviestre, partidas de Voluntarios Realistas, defensores del absolutismo de Fernando VII, el rey felón.
En 1833, se inicia la 1.ª Guerra Carlista. El Cura Merino, firme absolutista y por tanto defensor del pretendiente Carlos, protagoniza el levantamienato en Salas al que acuden muchos simpatizantes que debe licenciar por falta de equipo. Desde su refugio de Vilviestre pretende actuar, pero los isabelinos acantonan en Vilviestre y resto de la sierra a varios batallones del Cuerpo de Carabineros de Costas de Galicia al mando del brigadier D.Pedro Aznar, al Regimiento Castilla n.º 16 y Provincial de Laredo n.º 19 del coronel D. Isidoro Hoyos y D. José López Campillo.
Los años 1834 y siguientes, Vilviestre es escenario de continuos enfrentamientos entre los bandos en liza. El bando carlista protagoniza actos de crueldad extrema, a lo que D. Pedro Aznar contesta con fusilamientos inmediatos, como el del Tte. Coronel carlista Ildefonso Bruno, fusilado en Vilviestre. Los carlistas logran hacer importantes bajas en las filas isabelinas.
En mayo de 1838 los carlistas logran la importante victoria de Hontoria y en septiembre la de Quintanar, quemando dichos pueblos y Regumiel, acciones por las que su jefe Balmaseda, ascendería a brigadier.
El pueblo, como toda la comarca, quedó extenuado por las continuas requisas y por la táctica de tierra quemada empleada, consiguiendo la impopularidad definitiva de la causa carlista en la zona.
El ya brigadier isabelino D. Isidoro Hoyos, gracias a la colaboración de un miembro del Concejo de Vilviestre sorprendió al Cura Merino en su campamento de Carmona, capturando su armamento, caballos y 12 prisioneros. En julio de 1839 fue ascendido a Mariscal de Campo. Por su parte El Cura Merino logró escapar y la partida se dispersó. Exiliado en Francia, moriría el día de San Martín de 1844.
Durante la 3.ª guerra carlista, el 25 de agosto de 1873, una partida carlista que quería alzar de nuevo a la sierra, quemó el Registro Civil, dada la escasa colaboración del ayuntamiento.
Ante el declive de la carretería, no pudieron los ayuntamientos de Vilviestre evitar los repartimientos y roturaciones de tierra entre los vecinos, que si bien contribuyeron a la subsistencia de 2 o 3 generaciones, no sirvieron para frenar la sangría de la emigración, en las décadas de 1870 y siguientes a América, finales de siglo a Bilbao y otras capitales y ya en el siglo XX a cuantas ocasiones se presentasen: R. Argentina, R.Dominicana, Australia, Alemania...
Gracias al privilegio sobre los pinos de concesión que repartidos a partes iguales, gozan los vecinos de Vilviestre, se pudo crear una pequeña industria maderera, que junto a los aprovechamientos del monte comunal, alivió en parte el abandono de la carretería y una despoblación mayor.
Durante finales del siglo XIX y primeras décadas del siglo XX, los desmanos u obrerizas en los que debía participar todo el pueblo, eran frecuentes. Así se hizo el cierre y creación del Prado del Río, los cierres con los pueblos limítrofes, múltiples arreglos de caminos, parte de la carretera de entrada al pueblo, además de las recogidas de los frutos comunales. Todo ello derivado de un fuerte sentido de solidaridad y aprecio a la propiedad común del monte.

#### Segunda República
Desde las primeras elecciones democráticas en la II República, Vilviestre se significó por su voto mayoritario a la izquierda. Durante la II República, los ayuntamientos continuaron con los repartos de pinos, los desmanos, el control y guarda de los pastos y sembrados, la ampliación de nuevas escuelas, etc.
Durante esta etapa de la historia este pueblo mostró una clara y persistente posicionamiento a favor de las opciones republicanas, progresistas y de izquierdas. 
| Elecciones 1933-11-19 | Candidatura Agraria de Unión Central de Derechas | Coalición Católico-Agraria burgalesa | Candidatura de la República (gubernamental) | Conjunción Republicano-Socialista | Candidatura Republicana conservadora | Acción Rural | Candidatura Republicana agraria | Derecha | Izquierda |        |
| .                     | 93                                               | 11                                   | 317                                         | 499                               | 55                                   | 25           | 1                               | 129     | 891       |        |
| Elecciones 1936-02-16 | Frente contrarrevolucionario de derechas         | Frente Popular                       | Agraristas                                  | Partido Radical                   | .                                    | .            | .                               | Derecha | Izquierda | Centro |
| .                     | 139                                              | 702                                  | 65                                          | 36                                | .                                    | .            | .                               | 204     | 702       | 36     |

Este asunto es muy llamativo pues esa opción era compartida por otros pueblos de esta misma comarca, Alta Sierra de Pinares, como Quintanar y Palacios de la Sierra. Pero tal posicionamiento era una excepción fuera de la comarca de Pinares pues en el resto de pueblos del partido judicial de Salas de los Infantes en su inmensa mayoría se votaba invariablemente a las opciones de derechas, tradicionalistas y provincianas; más del 90% de los pueblos de la provincia en la que está Vilviestre votaban por tales ideologías. En definitiva, estos pueblos de la Alta Sierra de Pinares resaltaban por su posicionamiento, totalmente diferente del conjunto comarcal y provincial. 
En este mismo sentido es llamativo que el primer alcalde democrático de este pueblo en 1979, Artemio Bartolomé Mediavilla, pertenecía y se presentaba por la ORT-PTE, de ideología marxista-leninista y maoísta totalmente excepcional en el ámbito provincial.
El derrocamiento de la Segunda República fue violento también en este pueblo. Pocos días después de que el bando sublevado intentara derrocar al régimen republicano, ya se reflejó en Vilviestre. El 23 de julio de 1936, un piquete de la guardia civil, disolvió la Junta Gestora del ayuntamiento. A los pocos días un nutrido grupo de guardias civiles y falangistas forasteros detuvieron al alcalde y a varios vecinos. Todos ellos jóvenes trabajadores, la mayoría con varis hijos pequeños. A los pocos días asesinaron a seis de ellos, sin que a la fecha se sepa el lugar exacto donde yacen. Si el objetivo era provocar terror en la población, lo consiguieron.
Algunos lograron huir al abrigo del monte, donde sobrevivieron a la guerra contando con la complicidad y silencio del pueblo.
Otros 5 jóvenes reclutados por el ejército franquista, murieron en el frente de batalla.

#### Segunda Dictadura
La posguerra fue especialmente dura, sumiendo al pueblo en la escasez y las privaciones de todo tipo. El aprovechamiento comunal del monte y los pinos del privilegio, lograron, no sin trabajo, aliviar un poco la situación de la población. Debido al aislamiento internacional, el precio de la madera subió. No obstante los medios para su explotación eran penosos. Hasta llegar al aserradero se empleaban los mismos medios que en siglos anteriores: hachos, tronzadores de mano y carros tirados por vacas. En la labranza se utilizaba la misma yunta, el arado romano y los mismos aperos que siglos atrás.
Dada la escasez de pienso y cereales, se siguió con la tradición carreteril. Se organizaban en cuadrillas varios viajes al año, ribera del Arlanza abajo, hasta las provincias de Palencia y Valladolid, así como a Burgos, con los carros cargados de madera que se iba vendiendo como mejor se podía para traerlos con yeros y cereal. Esta actividad, debido al racionamiento, no estaba protegida como en los siglos de esplendor de la carretería. Al riesgo propio del viaje se sumaba la corrupción de ciertos funcionarios a los que había que "convencer" para que permitieran el paso. Las largas filas de carros serranos aún se recuerdan en los pueblos ribereños del bajo Arlanza y Palencia.
El 11 de septiembre de 1952, la deficiente y precaria instalación eléctrica se cobró 7 víctimas, por electrocución, al fallar el transformador y pasar la Alta Tensión directamente a las casas.
La situación fue cambiando lentamente hasta la década de 1960 en que se fueron mecanizando los trabajos forestales y se abandonó definitivamente la agricultura. La traída de aguas a principios de esa década supuso una importante mejora en la calidad de vida. Con cerca de 1200 habitantes en 1963, se alcanzó la mayor población en la historia de Vilviestre. En el año 1970, el censo bajó a 939 personas, que como en los pueblos cercanos ha ido bajando hasta la actualidad.
El presente se plantea incierto. En la actual economía globalizada, la madera del monte común apenas tiene valor comercial. Los usos tradicionales del monte se cuestionan. El fantasma, cierto, de la despoblación alienta discursos interesados. Nuevos desafíos que requerirán del esfuerzo de todos. La historia continúa.

## Monumentos y lugares de interés
El pueblo se asienta en las laderas de dos colinas y en el vallecillo que ambas forman. 
La norte se conoce como Alto del Castillo o de la Iglesia y la del sur como Alto del Campo. 
La plaza Mayor y el ayuntamiento se ubican al oeste del vallecillo, que es la zona más baja del pueblo. 
Administrativamente se divide en dos barrios, aunque no hay ningún espacio de separación entre ellos.
El barrio San Martín o de Abajo ocupa la ladera meridional del Alto del Castillo, el fondo del valle y la parte inferior de la ladera norte del Alto del Campo. En él se distinguen varias zonas o barrios menores: el de la Iglesia o San Pedro al norte y oeste donde se encuentra la iglesia y el ayuntamiento viejo, el de San Patricio, de las Eras o de los Berzacos al noreste, el de la plaza en el valle y a lo largo de la carretera hasta la Peña San Miguel, en el que se encuentra el Ayuntamiento, el Frontón Viejo y las Escuelas Viejas. Es el barrio más antiguo del pueblo y en él se concentran casi todas las interesantes casonas carreteras del siglo XVIII. Aunque ahora es el menos poblado en él se encuentran además del Ayuntamiento, el Ambulatorio Médico, la Farmacia, las Cajas de Ahorros. los bares, las tiendas, el centro cultural, la sede del club de la tercera edad y el recién terminado centro de día. Y por supuesto la plaza, que sigue siendo el centro de la vida social. 
El barrio de San Roque o de Arriba se extiende al sur, por la laderas septentrional, oriental y meridional del Alto del Campo. También en él se distinguen varios barrios secundarios: el Campo en su parte oriental, San Roque en sentido restringido en la parte central y meridional al lado de la carretera de San Leonardo y Las Riscas al oeste. Es más reciente, comenzó a crecer en el siglo XVIII y actualmente es la zona de mayor crecimiento y más poblada del pueblo, en la que se han construido las escuelas nuevas, el frontón nuevo y el parque del Campo. 
La disposición de las casas es bastante compacta, sin apenas espacios desocupados. Las casonas viejas más notables suelen estar aisladas, pero otras también bastante viejas se agrupan en manzanas cerradas, sin patios interiores. Las viviendas modernas por el contrario se disponen alineadas a los lados de calles amplias y bien trazadas. Algunas de las casas más antiguas tienen una sola planta, a veces están semienterradas y tienen tejados muy bajos, para defenderse de los fríos invernales. Pero la mayoría son de planta baja, piso alto y desván, destinado originalmente a pajar. Todas las anteriores a la década de los setenta tienen paredes de piedra arenisca, la mayoría de excelente sillería y de doble fila y llevan cubierta de madera y teja tradicional. A partir de esos años empezaron a construirse edificios con paredes de ladrillo, revocadas y pintadas, frecuentemente con tejados de teja plana o de uralita y a menudo de varios pisos y excesiva altura que dañaron de forma irreversible la tradicional estética del casco urbano del pueblo. 
Afortunadamente las nuevas normas subsidiarias han prohibido esas obras discordantes y las nuevas casas son respetuosas con la estética tradicional, tanto en alturas como en materiales. Hay que lamentar la desaparición casi total de las típicas cocinas serranas con sus cónicas chimeneas de ramas y barro y de algunos conjuntos de gran interés etnográfico y popular como los hornos de pan, las fuentes, los lavaderos, los abrevaderos y el potro de herrar el ganado, que otros pueblos han sabido conservar o restaurar.
IGLESIA DE SAN MARTIN DE TOURS
Desde el nacimiento del pueblo su iglesia ocupó la situación de la actual, como lo demuestran los sepulcros antropomorfos tallados en las rocas que la rodean y otros aparecidos en el subsuelo de la parte posterior de la iglesia al instalar las tuberías de calefacción. Sin duda la primitiva iglesia mozárabe era de una sola nave, estaba cubierta con madera y ocupaba la parte intermedia de la actual nave central. Lo más probable es que fuera ampliada o sustituida por otra de estilo románico o de un gótico primitivo, algo mayor, pero de nave única y cubierta de madera como la anterior.
Hacia finales del siglo XV y comienzos del XVI fue sustituida por otra de tres naves con cubierta de madera, rematadas por sendos ábsides de testero recto, tal vez ya abovedados en piedra. De ella persisten parte del muro norte y del muro sur con la portada de estilo gótico tardío, con numerosas arquivoltas pero desprovistas de decoración y los arcos que separaban la nave central de la colateral del norte. Ya debía estar terminada y pagada en 1539 en que se la dota de un nuevo retablo mayor.
Hacia 1570 se construyó la torre actual al lado sur. Es de líneas severas al estilo herreriano, pero de excelente traza y sillería.
En 1649 como indica una inscripción se terminó una ampliación de las naves hacia el oeste y se construyó un coro alto de madera, debido al crecimiento de la población.
En 1758 la iglesia resultaba de nuevo pequeña y la esquina del sureste amenazaba ruina. Se decidió ampliar las naves sustituyendo sus ábsides por una nueva cabecera semihexagonal, precedida de una especie de crucero, todo ello con cubierta abovedada de piedra y con una gran cúpula semiesférica, según la trazas del prestigioso Domingo de Ondategui, maestro mayor de obras del Obispado de Osma. El proyecto incluía una amplia sacristía adosada al sur de la nueva cabecera. Toda la ampliación se hizo con una excelente piedra de sillería y con ricas molduras de piedra en el exterior y recubiertas de estuco en el interior de la iglesia. Una orgullosa inscripción en la cornisa del lado sur celebra su terminación el año 1761. Destacan la ventana del lado sur del crucero y las dos de la sacristía de trazado y molduración plenamente barroca.
En el interior lo primero que destaca es su suelo y artesonado de madera realizados hace apenas una década. El suelo imita los antiguos enterramientos cubiertos por una sola tabla de gran anchura. El artesonado se basa en combinaciones de casetones decorados con motivos florales, separados por ricas molduras.
El altar mayor de grandes proporciones se adapta al perfil semihexagonal de la capilla mayor y remata en un rico cascarón que se adapta a la forma en cuarto de esfera de su abovedamiento. Es de estilo barroco, pero ya de tendencia rococó como corresponde a la fecha de su construcción en torno a 1763. Desentona y lo empobrece un tanto el retallado y repintado que recibió en 1860, tratando de imitar el color blanco del mármol o alabastro conforme a los gustos neoclásicos imperantes en esas fechas. En el cuerpo principal en sendos nichos se encuentran las imágenes de San Martín en el centro y a los lados las de la Virgen y San José. En la cornisa hay dos esculturas de San Cristóbal y San Lucas, probablemente ajenas al retablo ya que parecen de un estilo algo anterior y deben ser restos de algún retablo desaparecido de la iglesia o de alguna ermita. En el centro del cascarón en un hueco ovalado e iluminado por un ventanal situado detrás, una movida talla del Arcángel San Miguel. Y en el ápice el busto de Dios Padre. Todas estas esculturas son contemporáneas del retablo, de estilo barroco, con la policromía original y de notable calidad.
Las naves laterales que terminan en la pared del crucero están presididas actualmente por sendos retablos rococó realizados en 1793 para enmarcar las esquinas de la entrada a la capilla mayor, donde permanecieron hasta la década de 1970. El de la nave norte está dedicado a la Virgen y el de la nave sur a Cristo Resucitado. Parte de sus esculturas no son las originales y han sido sustituidas por otras de nuevas devociones, modernas y de escaso valor.
En la pared norte del crucero fue reinstalado el antiguo retablo mayor, de estilo renacentista plateresco, con pilastras y balaustres ricamente tallados. En altura se distribuye en una predela con el sagrario, dos cuerpos y un decorativo remate y en anchura se distribuye en cinco calles, más ancha la central. En la predela y a ambos lados del sagrario 4 relieves con dos apóstoles de medio cuerpo en cada uno. En la puerta del sagrario Cristo Resucitado y a ambos lados pequeñas estatuillas de San Pedro y San Pablo. El primer cuerpo está presidido por una escultura exenta de San Martín partiendo su capa con un mendigo y a cada lado sendos relieves con milagros del santo. 
En el segundo cuerpo flanqueando a la Asunción de la Virgen, relieves con la Anunciación, Visitación, Nacimiento y Adoración de los Reyes. En el ático, a ambos lados de un relieve del Calvario, destacan sendas bichas aladas con colas que terminan en capullos florales, con las que juguetean parejas de niños alados, muy del gusto de Diego de Siloe.
Gracias a un poder notarial sabemos que lo contrató en 1539 el pintor Cristóbal Fernández que realizó la parte arquitectónica y la policromía, mientras las esculturas fueron realizadas por el escultor Sebastián de Salinas que había sido hasta poco antes discípulo u oficial del famoso Felipe Bigarny. Ha sido restaurado recientemente.
En frente, en la pared sur del crucero hay un retablo de mediados del siglo XVII, donado por un matrimonio que fundó en él una capellanía. Consta de una sencilla predela, un cuerpo de una sola calle flanqueada por sendos pares de columnas corintias y presidido por una talla de vestir de la Dolorosa sosteniendo el Cuerpo de Cristo muerto. Tanto la talla de madera de Cristo, como las manos y cara de la Virgen son de notable calidad. Lo remata un sencillo ático en el que hay un Cristo Crucificado y dos floreros.
En la capilla mayor, a la derecha del altar se encuentra una pintura sobre lienzo de notable tamaño y excelente calidad que representa a Cristo en la Cruz y a la Magdalena arrodillada y llorosa al pie de la misma. Aunque está muy oscurecido por el humo y ha sufrido daños por efectos de la humedad de su anterior ubicación, creo que es una obra de primera calidad, atribuible a Mateo Cerezo el joven, que sin duda se inspiró en otra de tema similar del gran pintor flamenco Antoine Van Dyck, a través de alguna estampa. 
En un nicho de un pilar hay una imagen barroca de San Bartolomé, procedente de su antigua ermita.
En el recinto donde se encuentra la pila bautismal se han colocado algunas estatuillas de procedencia incierta. Destaca un San Sebastián de comienzos del XVI y estilo gótico y un San Blas ya renacentista y probablemente realizado por Sebastián de Salinas, al igual que las de los santos mártires de Calahorra Emeterio y Celedonio, recientemente instaladas en el retablo de la ermita del Torrejón, sede de su antigua cofradía.
En la pared norte, frente a la entrada de la iglesia se encuentra un retablo de estilo barroco churrigueresco, con 4 grandes columnas salomónicas flanqueando un amplio espacio en el que se encuentra un Cristo Crucificado de tamaño mayor que el natural y de gran calidad, al que acompaña de fondo una mediocre pintura representando una Jerusalén repleta de minaretes rematados por medias lunas.
La imagen es muy anterior al retablo, que sin embargo se hizo exclusivamente para albergarla. Hasta hace poco el rostro estaba oculto por una enorme peluca de pelo natural y una voluminosa corona de espinas, que ocultaba la actual corona, lo que le daba un aspecto barroco en consonancia con el retablo y me llevó a pensar que dada su calidad tenía que ser una obra procedente de Valladolid y debida a Gregorio Fernández o alguno de sus mejores seguidores.
Ahora, al haberse eliminado esos postizos, es evidente que es una obra renacentista, probablemente de un escultor burgalés y fechable en el primer tercio del siglo. Creo que es una de las mejores tallas del Crucificado existentes en la provincia de Burgos y aún en toda Castilla de esa época.
Es una obra atribuible al gran escultor Diego de Siloe. Su calidad técnica, clasicismo y patetismo recuerdan en todo al Crucificado de Siloe del Monasterio de las Huelgas, del que no desmerece en absoluto, al de la capilla de Santiago de la Puebla en Salamanca y así mismo a las imágenes de Cristo atado a la Columna del mismo Siloe de la iglesia de Dueñas y de la catedral de Burgos, aunque no alcance la calidad y el detallismo de estos últimos.
En definitiva es digno de figurar entre las obras maestras de la escultura renacentista burgalesa y castellana y por sí solo ya merece una visita a nuestro pueblo.
ERMITA DE SAN ANTONIO
Ante la total ruina de la antigua ermita de Santa Catalina, los vecinos solicitaron al Obispo de Osma permiso para construir una nueva más cerca del pueblo. La nueva ermita de San Antonio y Santa Catalina se construyó entre 1736 y 1737. Su estructura es similar a la del Torrejón: una amplia nave con cubierta de madera y un presbiterio algo más estrecho de forma rectangular y cubierta con bóveda de piedra. La puerta, muy sencilla, mira al sur. Tiene tres retablos barrocos de los años de su construcción. El central está policromado y lo preside la imagen de San Antonio de Padua, principal titular de la nueva ermita y al que acompañan las de San Francisco de Asís y San Antón Abad. Los laterales están presididos por unas imágenes de Santa Catalina y Santa Lucía no policromadas.
ERMITA DE NTRA. SRA. DEL TORREJÓN
La ermita de Ntra. Sra, del Torrejón existía ya en el siglo XVI y tal vez mucho antes. Sin embargo, la construcción actual debe corresponder en lo esencial al siglo XVII, con importantes reparaciones en el XVIII. Hacia 1820 queda abandonada y se acaba arruinando. Martín Barrio y su mujer Carmen Martínez la restaurante a su costa hacia 1880, cambiando su primitiva abvocación por la de la Virgen del Carmen. En 1970 se hunde el tejado de la nave y así ha permanecido hasta su restauración en el 2005, con la aportación vecinal y municipal. Consta de una amplia nave rectangular, con cubierta de madera y una cabecera rectangular y algo más estrecha cubierta con bóveda de piedra. Tiene una puerta más antigua en la pared meridional y la principal mirando a poniente, en hastial rematado con el hueco para una campana. Preside su cabecera un retablo barroco del siglo XVIII que en el nicho de su cuerpo principal alberga la imagen de Nuestra Señora del Torrejón, una Virgen sentada con el Niño de mediados del siglo XVI. En el remate, dos nichos apareados albergan las tallas de San Emeterio y San Celedonio, mártires de Calahorra y patronos de Calahorra y Santander. Existió una cofradía dedicada a ellos en los siglos XVII y XVIII, radicada en esta ermita.

### Arquitectura
Interesantes casas cúbicas de carreteros y algún palacio con escudos del siglo XV al XIX.

### Otros lugares de interés
PISCINAS MUNICIPALES.
FRONTONES
-Frontón viejo: (existía ya en el 1820). Situado en la cara norte del ayuntamiento.
-Frontón nuevo: inaugurado en el verano de 2010. Está previsto crear un gran complejo educativo-deportivo y de recreo, anexionando el recinto escolar, el frontón nuevo y el parque del Alto del Campo con su parque infantil y zona ajardinada.
MIRADORES
-del Castillo.
-del parque Alto del Campo.
-del Brezalón.
MERENDEROS
-Horno Judas.
-La Rasa.
-Rincón de Abejón.
-Merendero en las piscinas municipales.
PARQUES INFANTILES
-el del Campo.
-el de las piscinas.
-el de S. Roque.
-el del Rincón de Abejón.

## Administración y política
Ayuntamiento
Edificio de dos plantas cuadradas, todo él labrado en piedra, con ventanales alrededor de él.
En su fachada principal nos encontramos con una gran balconada labrada también en piedra, abierta al interior por tres puertas coronadas por frontones cuadrados.
Debajo de ella tres amplios arcos descansan apoyados en cuatro fuertes pilares y dan paso a unos soportales abiertos y otro arco en ambos lados, oriental y occidental.
El ayuntamiento ocupa el lado sur de la plaza Mayor.
Casa Fundación
Con telecentro, sala de exposiciones, biblioteca y sala de asistencia social.
D. Juan José Vicente decidió fundar en su pueblo una escuela para niños y otra para niñas. El pueblo le facilitó, según su deseo, a la casa donde él nació, otra contigua. Él costeó su construcción y su funcionamiento. Se inauguraron en el 1871. El uso como escuelas duró hasta 1963. Actualmente han sido rehabilitadas como centro cultural para el municipio, pasando a llamarse La Casa Fundación.
Consultorio médico y farmacia
Edificio adosado a la cara norte de La Casa Fundación.
Centro de día y centro de la tercera edad
Escuelas de primaria

### Urbanismo
Normas Urbanísticas Municipales aprobadas el 3 de mayo de 2013. BOCyL 28/05/2013, clasificando suelo urbano y suelo rústico. 

### Suelo urbano
El barrio Antiguo tiene la consideración de suelo urbano consolidado, con mantenimiento de estructura urbana y características tipológicas, son 18,86 hectáreas para 377 viviendas. La zona de ampliación residencial admite la primera la tipología de vivienda unifamiliar, son 3,28 hectáreas para 66 viviendas. La zona de ampliación industrial cuenta con 19,56 hectáreas.

### Suelo urbanizable
No se ha clasificado suelo urbanizable en el término municipal de Vilviestre del Pinar. Categoría no considerada, posterior desarrollo del polígono industrial conocido como El Corralito, desarrollado en dos fases BOCyL 14/09/1999 y BOCyL 11/07/2004, mediante modificación puntual consistente en la reclasificación de suelo no urbanizable de especial protección a suelo urbanizable industrial (EXPTE.: 625/00W) BOCyL (13/08/2003)

### Suelo rústico
En las categorías de común, montes de utilidad pública y vías pecuarias.